# خیوتپک
خیوتپک (به اسپانیایی: Jiutepec) از شهرهای کشور مکزیک است که در ایالت مورلوس قرار دارد و جمعیت آن طبق سرشماری سال ۲۰۱۰ میلادی ۱۶۲٬۴۲۷ نفر بوده است.